# Zadožábří
Zadožábří (Opisthobranchiata, Opistobranchia) je velká skupina hlavně mořských plžů. Jméno skupiny je odvozené od žaber, které se u zadožábrých nacházejí za srdcem v zadní části útrobního vaku (eutyneurie). Z většiny jsou hermafroditi. Obvykle nemají schránku nebo je redukovaná a vnitřní, vždy jí chybí trvalé víčko (operculum). Dýchají celým povrchem těla, keříčkovitými nebo druhotnými žábrami. Žijí při pobřeží Afriky, západní Evropy a mnoho druhů se vyskytuje ve Středozemním moři - obecně preferují teplejší vody. Část druhů je součástí planktonu (proto jsou častou potravou kytovců), většinou jsou bentičtí nebo býložraví. Mnoho zadožábrých plžů má velice pestré zbarvení, které může v moři paradoxně fungovat jako maskování, neboť jim umožňuje splynout s barevným spektrem korálů a mořských hub či pískem dna.
Mezi známé druhy této skupiny patří například zej obrovský (Aplysia depilans), přezdívaný díky svým ouškovitým výrůstkům na hlavě mořský zajíc. Dále také druhy valovka plžovitá (Clione limacina), barevné hvězdnatky, skafandrovky nebo druhy se zachovanou ulitou jako vzdutky a koulenky (Akera).

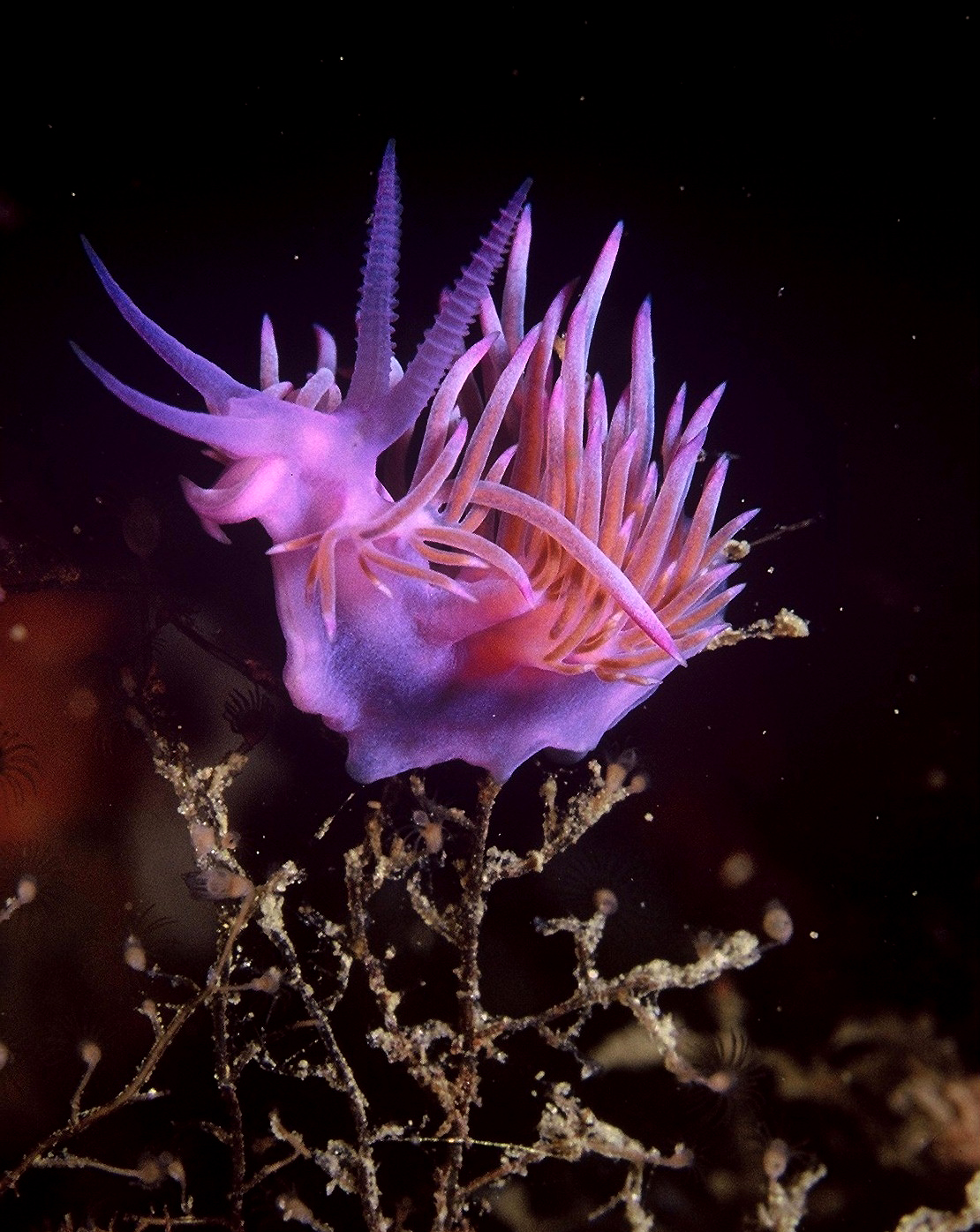
Flabellina affinis
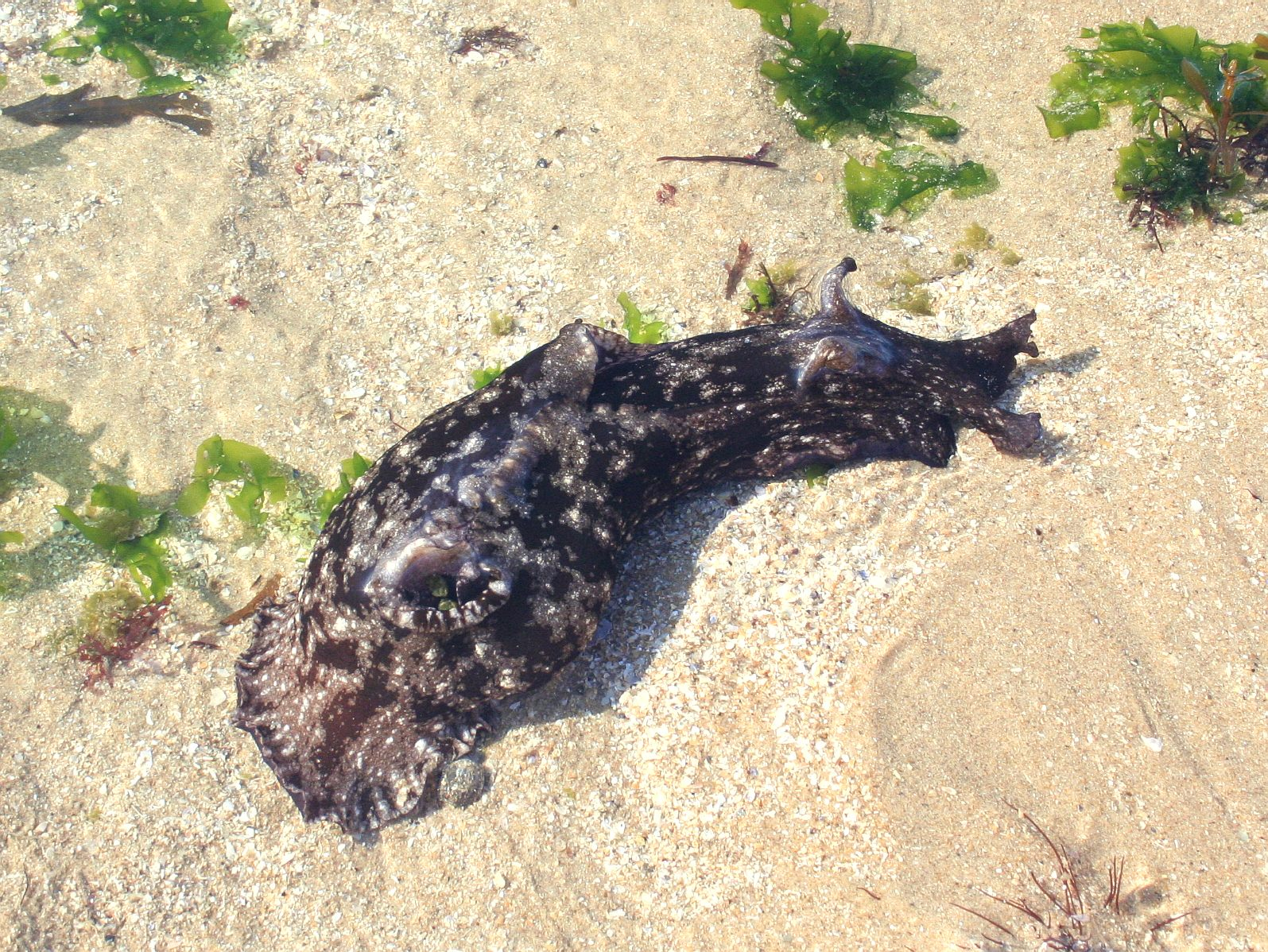
Aplysia depilans
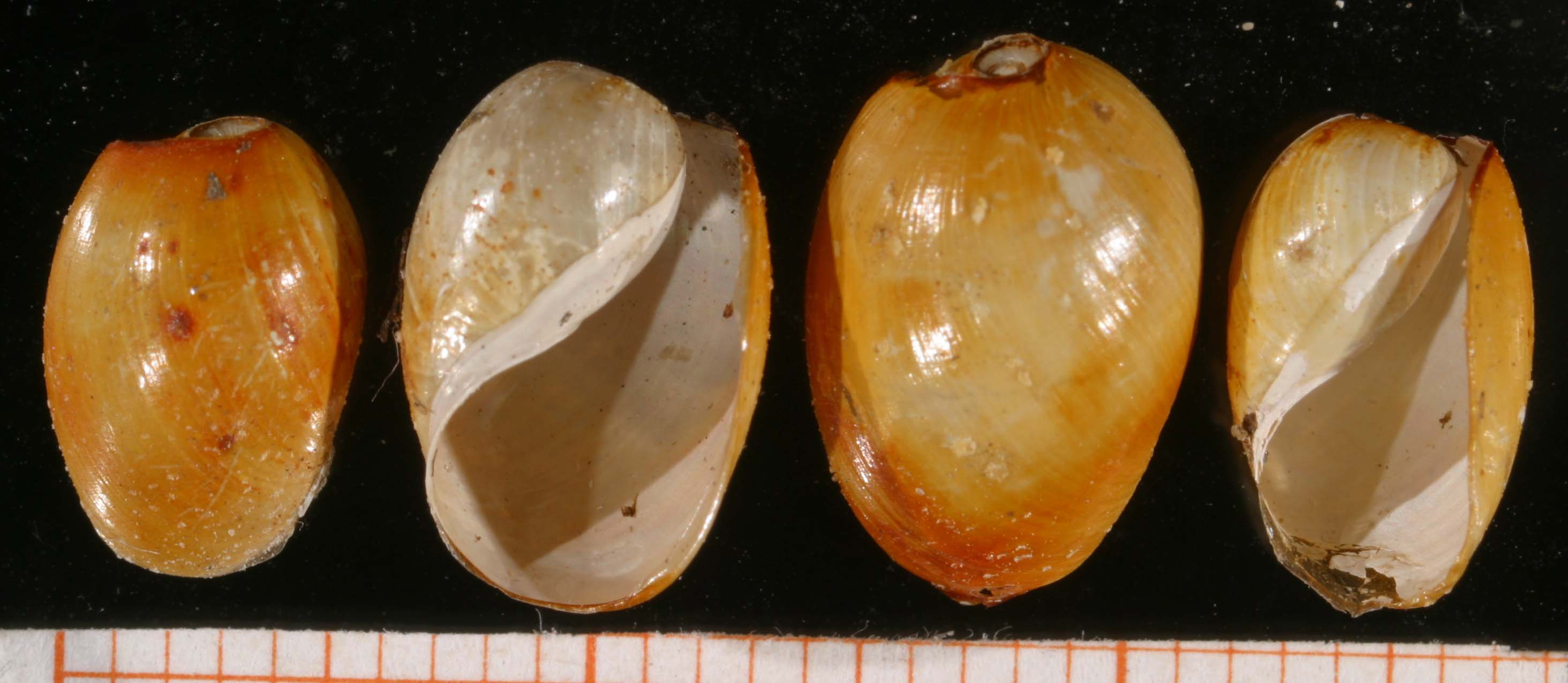
Schránky koulenek (Akera)
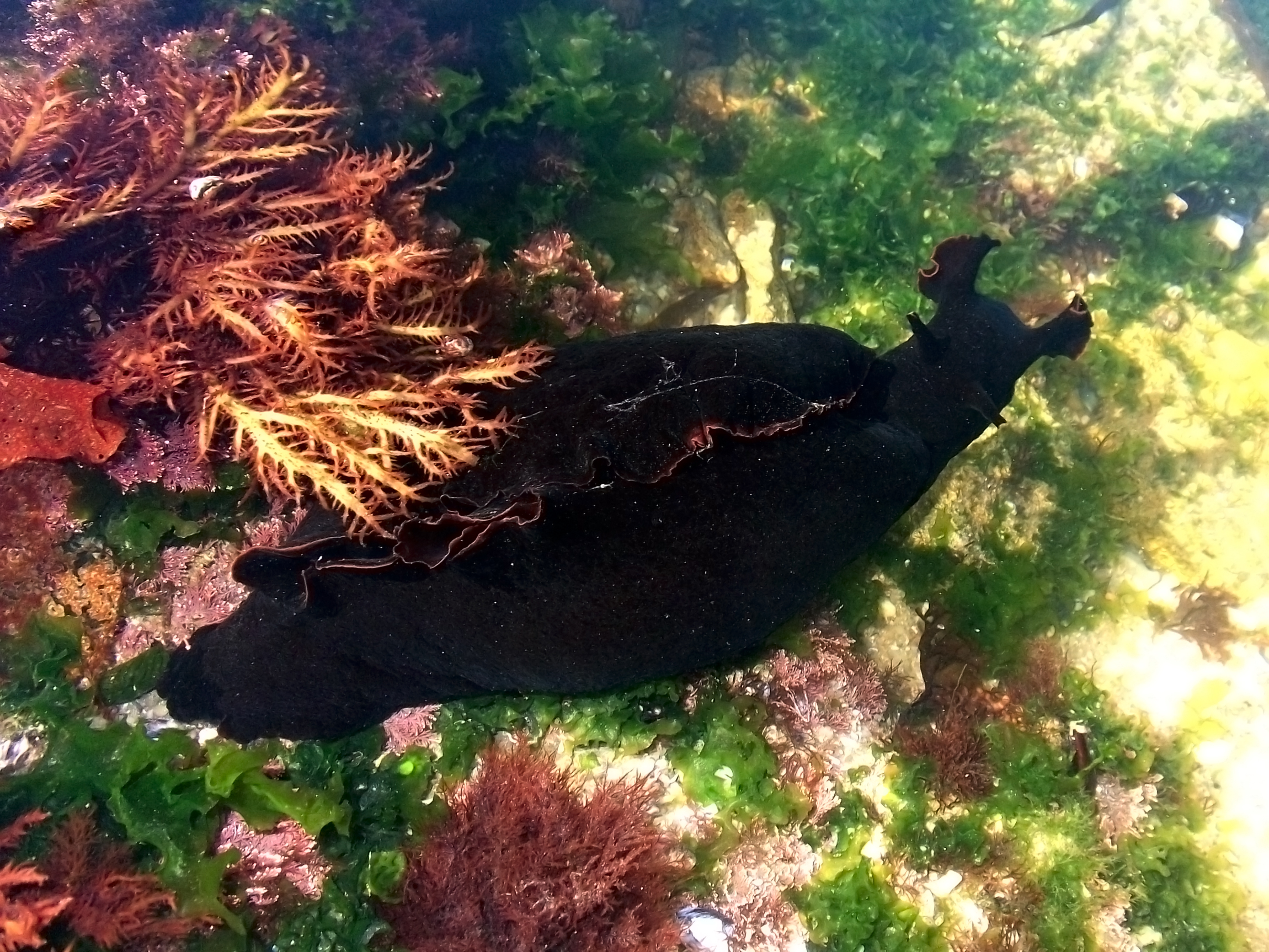
Aplysia fasciata
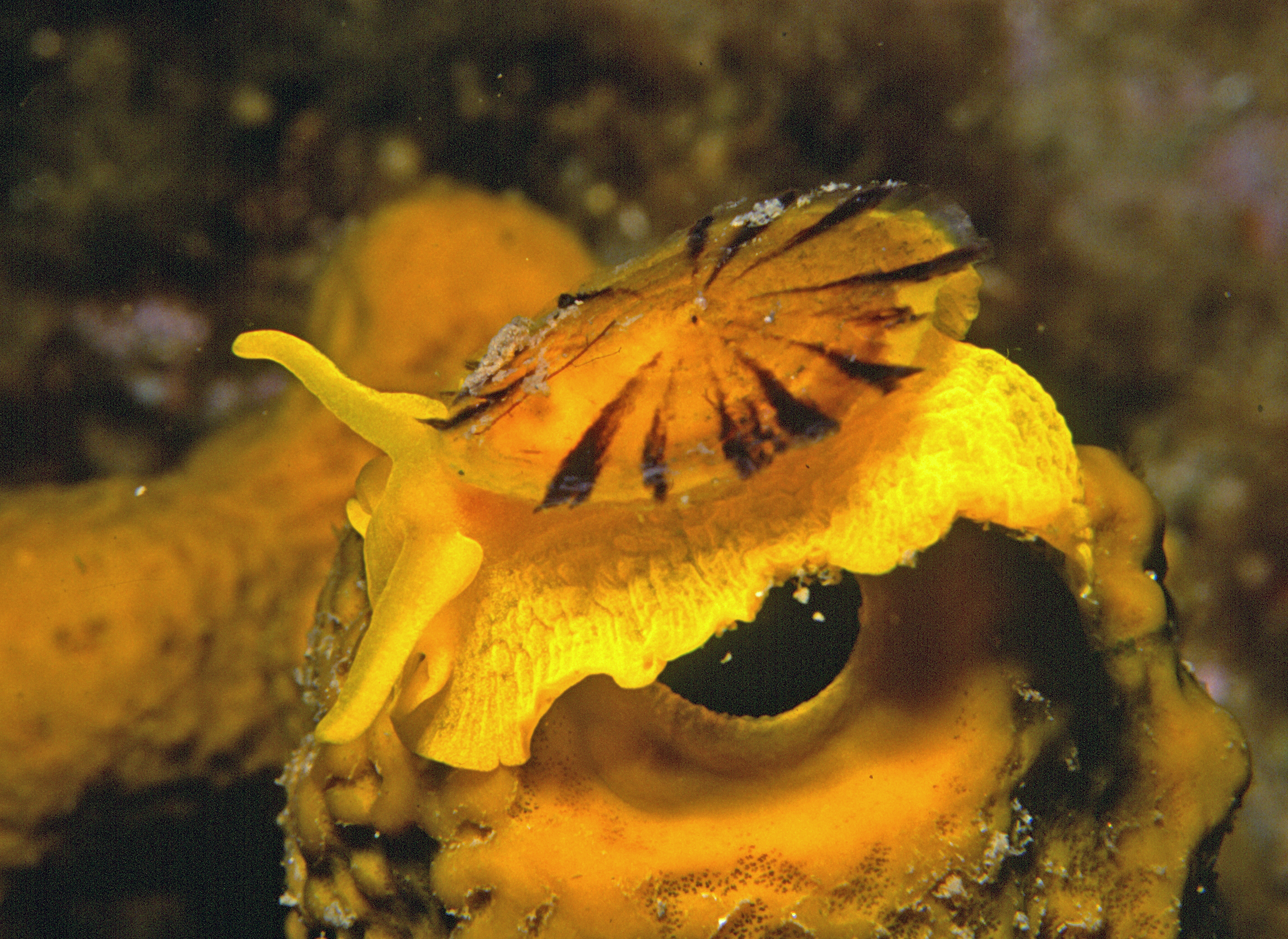
Tylodina perversa